# Kechi (Kansas)
Kechi – miasto w Stanach Zjednoczonych, w stanie Kansas, w hrabstwie Sedgwick.